# Isosaari (ö i Finland, Lappland, Norra Lappland, lat 67,28, long 26,72)
Isosaari är en ö i Finland. Den ligger i vattendraget Kitinen och i kommunen Sodankylä i den ekonomiska regionen Norra Lappland och landskapet Lappland, i den norra delen av landet, 800 km norr om huvudstaden Helsingfors. Öns area är 21,8 hektar och dess största längd är 1,1 kilometer i sydöst-nordvästlig riktning.